# Times New Roman
Times New Roman (タイムズ・ニュー・ローマン) は、1932年にイギリスのタイムズ紙が新聞用書体として開発したラテン文字のセリフ体書体。姉妹誌のタイムズ文芸付録もこの書体を使うようになった。
多くのパーソナルコンピュータにインストールされている。Mac OSには、ライノタイプ社のライセンスによるTimesという名のフォントがインストールされている（Times New Romanはモノタイプ社によるもの）。双方とも文字幅は同じであるため、組版の互換性がある。Times New RomanとTimesの主な違いはSのセリフがTimesでは斜めであること、Timesの5にはセリフが付いていること、Timesのイタリックzはカールしている点など。
日本語DTPにおいて標準となっているモリサワの明朝体フォント製品リュウミンのうち、L-KL（ライト）のPostScriptフォント製品は欧文（1バイト）部分がTimesになっていた（R以上のウェイトはリュウミン系デザイン）。なおこの仕様はOpenTypeフォントにおいて改められた。